# Vintering
Vintering est un prélat du Haut Moyen Âge, douzième évêque connu de Nîmes, de 791 à 798.